# Конуш (Пловдивська область)
Ко́нуш (болг. Конуш) — село в Пловдивській області Болгарії. Входить до складу общини Асеновград.

## Населення
За даними перепису населення 2011 року у селі проживали 729 осіб, з них 717 осіб (99,6%) — болгари.
Розподіл населення за віком у 2011 році:
Динаміка населення: